# حمدان بن محمد بن راشد آل مكتوم
الشيخ حمدان بن محمد بن راشد آل مكتوم ويعرف أيضا بـ فَزَّاع (14 نوفمبر 1982)؛ ولي عهد دبي منذ 1 فبراير 2008 ورئيس المجلس التنفيذي لإمارة دبي منذ 3 سبتمبر 2002، ونائب رئيس مجلس الوزراء وزير الدفاع في دولة الإمارات العربية المتحدة منذ 14 يوليو 2024، وهو الإبن الثاني للشيخ محمد بن راشد آل مكتوم نائب رئيس دولة الإمارات العربية المتحدة رئيس مجلس الوزراء حاكم دبي.
نشأ في وقت كانت فيه دولة الإمارات لا تزال على خطى النمو والتطور، فعايش التحديات والنقلات النوعية التي شهدتها البلاد، واكتسب تجارب نوعية منذ سنوات طفولته وشبابه الأولى من خلال قربه الدائم من مركز صناعة القرار، فجده هو الشيخ راشد بن سعيد آل مكتوم الذي يعتبر مؤسس نهضة دبي الحديثة، ووالده هو الشيخ محمد بن راشد آل مكتوم الذي يعرف برؤيته التنموية الفريدة، التي رسخت مكانة دبي ضمن صدارة أبرز المدن الصاعدة في العالم، وساهمت في الانطلاق بمسيرة التنمية في دولة الإمارات العربية المتحدة.
تلقى تعليمه الابتدائي والثانوي في دبي، ثم توجّه إلى بريطانيا لاستكمال دراسته وتخرج من أكاديمية «ساند هيرست» العسكرية الملكية. كما حصل على عدد من الدورات التدريبية الاقتصادية المتخصصة في كلية لندن للاقتصاد وكلية دبي للإدارة الحكومية.
في 31 يناير 2008 أصدر الشيخ محمد بن راشد آل مكتوم بصفته حاكماً لإمارة دبي مرسوماً أميرياً بتعيينه ولياً لعهد دبي اعتباراً من 1 فبراير 2008. ومنذ توليه المنصب وضع وأرسى العديد من خطط التنمية المستدامة في إمارة دبي، وأحدثها خطة دبي 2021، واستراتيجية دبي للابتكار، ومبادرة دبي المدينة الأذكى عالمياً، تنفيذاً لرؤية والده بالارتقاء بمختلف نواحي الحياة، والوصول بدبي إلى مراكز متقدمة في سباق الريادة العالمية.
يولي الشيخ حمدان اهتماماً كبيراً بكتابة وإلقاء الشعر، وخاصةً الشعر النبطي، وقد لاقت قصائده اهتماماً كبيراً من عشاق هذا النوع من الشعر، كما يعرف عنه اهتمامه بالفروسية ومشاركته بسباقات القدرة وركوب الخيل منذ صغره.
يحرص بشكل دائم على الالتقاء بالمواطنين من دون أية حواجز أو قيود والعمل على متابعة شؤونهم وقضاياهم وحتى مشاركتهم أفراحهم وأتراحهم، وكثيرا ما يشاهد في الأماكن العامة وهو يقود سيارته بنفسه، أو يتناول الطعام في أحد المطاعم في دبي. كما يحظى بعدد كبير من المتابعين على مواقع التواصل الاجتماعي حيث ينشر صورًا تعرض هواياته والتي تشمل الحيوانات والشعر والرياضة والتصوير والمغامرات. ويعتبر من بين أكثر القادة تأثيراً في المنطقة العربية؛ وتعد حساباته على مواقع التواصل منبراً لمناقشة السياسات والمبادرات المتنوعة والخلاقة التي تضعها حكومة دبي.

## حياته

### طفولته وتعليمه
ولد الشيخ حمدان في 14 من نوفمبر العام 1982 م، وهو الابن الثاني للشيخ محمد بن راشد آل مكتوم من زوجته الشيخة هند بنت مكتوم بن جمعة آل مكتوم. تلقى دراسته الابتدائية والثانوية في مدرسة راشد الخاصة للبنين ثم في كلية محمد بن راشد للإدارة الحكومية في دبي ثم سافر إلى بريطانيا وأكمل دراسته في أكاديمية ساندهيرست العسكرية الملكية وتخرج منها عام 2001، وإضافة إلى دراسته العسكرية حصل على عدد من الدورات التدريبية الاقتصادية المتخصصة في كلية لندن للاقتصاد. يتحدث عن دراسته في أكاديمية ساندهيرست:.
| حمدان بن محمد بن راشد آل مكتوم | ما يتعلمه المرء في الكليات العسكرية العريقة، مثل ساند هيرست، يتمحور حول قيم الانضباط والمسؤولية والالتزام، وهي قيم حيوية يحتاجها الإنسان في حياته العملية والخاصة إذا كانت تترتب عليه مسؤوليات كبيرة | حمدان بن محمد بن راشد آل مكتوم |

بعد تخرجه من الكلية العسكرية عام 2001 وحصوله على عدة دورات تدريبية اقتصادية متخصصة في كلية لندن للاقتصاد وكلية دبي للإدارة الحكومية، انتقل إلى نهل مهارات القيادة والإدارة على أرض الواقع، من خلال قربه الدائم من والده، حيث كان حريصاً على الحضور في مجلس والده ومرافقته في حله وترحاله، خاصة في تلك المرحلة التي شهدت قيام الشيخ محمد بن راشد في تنفيذ رؤيته التنموية الطموحة، كما تتلمذ على يدي والده، واستقى منه أسس مميزات القائد والرؤية الاستراتيجية، واغتنى برفقته حيث يصطحبه في معظم جولاته وزياراته ولقاءاته الخاصة والرسمية، على المستويين المحلي والخارجي. لطالما كان يؤكد أن المدرسة الأهم والأكثر تأثيراً في حياته هي مدرسة والده الشيخ محمد بن راشد آل مكتوم، حيث يقول عن ذلك:
| حمدان بن محمد بن راشد آل مكتوم | تخرجت من مدرسة محمد بن راشد، وتعلمت ومازلت أتعلم منه كل يوم، كما أحرص على الاستنارة بآراء وتوجيهات سموه في كثير من الأمور الإستراتجية، فهو مثل أعلى لي ولجميع أبناء الوطن في مواجهة التحديات، وفي التصميم على تحقيق الهدف. | حمدان بن محمد بن راشد آل مكتوم |

### ولاية العهد ورئاسة المجلس التنفيذي
في 9 سبتمبر 2006 أصدر محمد بن راشد آل مكتوم نائب رئيس الدولة رئيس مجلس الوزراء بصفته حاكماً لإمارة دبي قرار بتعيينه رئيساً للمجلس التنفيذي لإمارة دبي، وبتاريخ 1 فبراير 2008 أصدر محمد بن راشد آل مكتوم مرسوماً أميرياً بتعيينه ولياً لعهد دبي.

### الوزارة
في 14 يوليو 2024 أعلن حاكم دبي ورئيس وزراء الإمارات محمد بن راشد آل مكتوم عبر منصة "إكس" عن تشكيل وزاري جديد يشمل انضمام نجله حمدان إلى حكومة الدولة نائباً لرئيس مجلس الوزراء ووزيراً للدفاع.
وجاء في المنشور: "بعد التشاور مع أخي الشيخ محمد بن زايد رئيس الدولة... واستمراراً للتطوير المستمر في هيكلية حكومة دولة الإمارات.. نعلن اليوم عن تشكيل وزاري جديد في الدولة كالتالي: انضمام الشيخ حمدان بن محمد بن راشد آل مكتوم إلى حكومة دولة الإمارات نائباً لرئيس مجلس الوزراء وتعيينه وزيراً للدفاع في دولة الإمارات". وتابع: "ثقتنا كبيرة بأنه سيشكل إضافة كبيرة لحكومة الإمارات.. ومساهم رئيسي في صياغة مستقبل دولة الإمارات".

## النشاطات والمبادرات
يقوم الشيخ حمدان بدور أكثر شمولية في تحقيق رؤية والده الشيخ محمد بن راشد من خلال تولي مسؤولية أهم الملفات الرئيسية في الإمارة، متبنياً نهجاً شاملاً في التنمية. وبعد أن وضعت القيادة ثقتها في شخصه، أطلق عدداً من المبادرات والقرارات الخلاقة، تعزيزاً لدور ومفهوم المسؤولية المجتمعية بين الأفراد وترسيخ روح التطوع والتميز.

### الألعاب الحكومية
في 4 مارس 2018، أطلق الشيخ حمدان مبادرة «الألعاب الحكومية» كأول مبادرة من نوعها في العالم تحت شعار «فريق واحد هدف واحد»، تهدف هذه المبادرة إلى ترسيخ مبدأ العمل الجماعي وروح الفريق الواحد بين موظفي القطاع الحكومي، وتركز على أهمية العمل بروح الفريق الواحد للوصول إلى هدف مشترك، فهي الأولى من نوعها على مستوى الحكومات في تعزيز قيم التعاون والانسجام والتفكير الاستراتيجي والقوة البدنية.
وتجسيداً لتوجيهات الشيخ محمد بن راشد آل مكتوم، بضرورة تعزيز دور ومفهوم المسؤولية المجتمعية بين الأفراد، أطلق الشيخ حمدان في 6 ديسمبر 2017 مبادرة «يوم لدبي»؛ التي تهدف إلى ترسيخ روح التطوع من خلال تخصيص أفراد المجتمع يوماً واحداً من العام على الأقل للقيام بالأعمال التطوعية بمختلف أشكالها.

### تحدي اللياقة

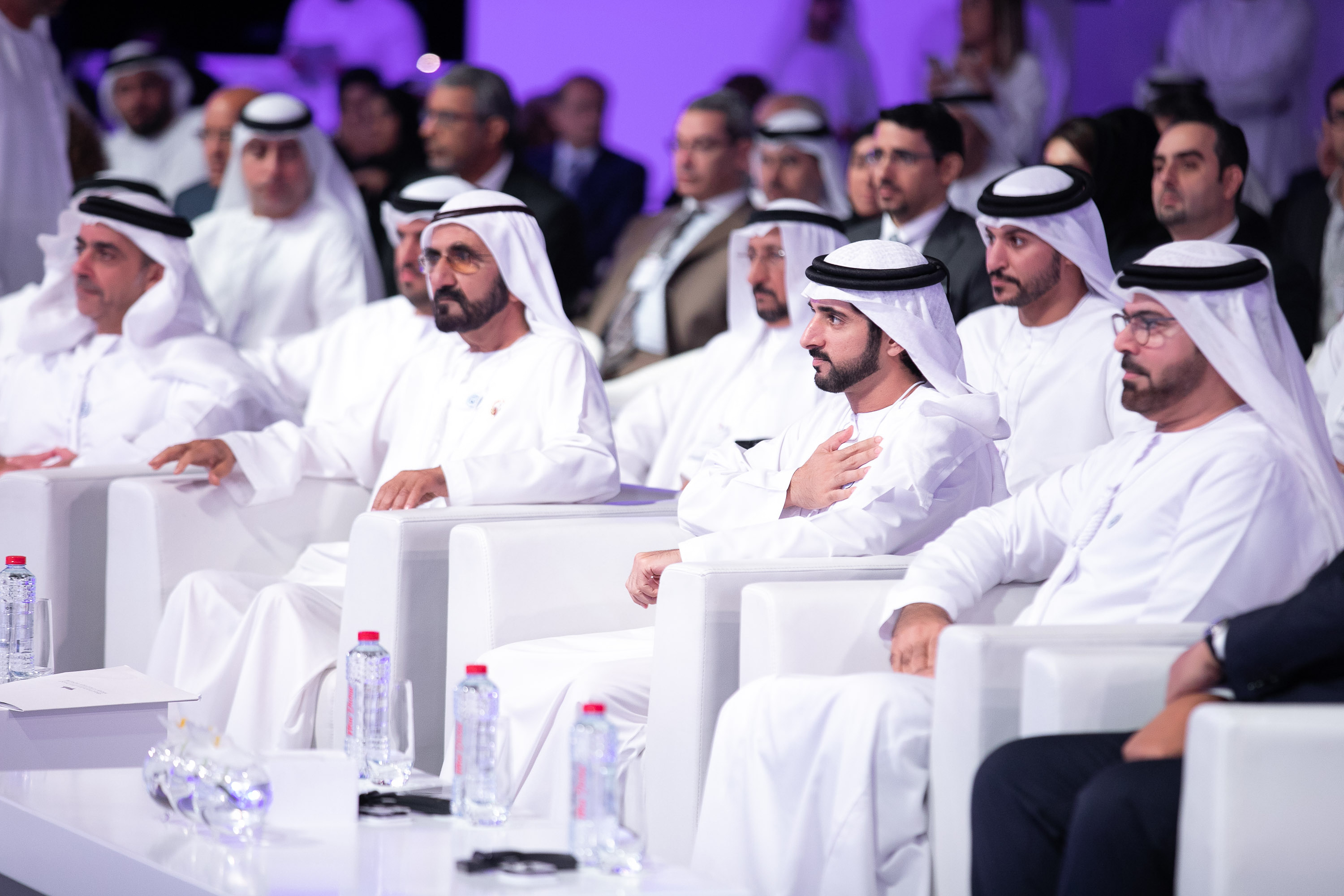
الشيخ حمدان (الثاني من اليمين) مع والده الشيخ محمد بن راشد في المنتدى الإستراتيجي العربي عام 2018.

في 2 أكتوبر 2017 أطلق الشيخ حمدان مبادرة «تحدي دبي للياقة» التي تهدف إلى جعل دبي إحدى أكثر المدن نشاطاً وممارسةً للرياضة على مستوى العالم، من خلال برنامج متكامل يهدف إلى تحفيز سكان دبي وزوارها على زيادة نشاطهم البدني والالتزام بتخصيص 30 دقيقة يومياً على الأقل لمدة 30 يوماً في ممارسة مجموعة متنوعة من أنشطة اللياقة البدنية والرياضات المختلفة. وفي 14 فبراير 2017، وجه الشيخ محمد بن راشد جميع الجهات الحكومية في دبي إلى تطبيق ما ستطبقه مدن العالم الأخرى بعد عشر سنوات، من خلال إطلاق مبادرة «10 إكس»، تحت قيادة الشيخ حمدان بن محمد آل مكتوم، رئيس مجلس أمناء مؤسسة دبي للمستقبل، والشيخ مكتوم بن محمد بن راشد آل مكتوم.

### جائزة «تقدير»
أطلق الشيخ حمدان في 10 أكتوبر 2015 جائزة «تقدير» وهي الجائزة الأولى من نوعها على مستوى العالم، تأكيداً لريادة دولة الإمارات في مجال رعاية حقوق العمال وتقديم نموذج يحتذى على المستوى الدولي في الاهتمام بهذه الشريحة المجتمعية، وفي 10 فبراير 2015، أطلق على هامش القمة الحكومية، جائزة «الإمارات للروبوت والذكاء الاصطناعي لخدمة الإنسان»، بقيمة مليون درهم للمسابقة المحلية ومليون دولار للعالمية.

### شركاء دبي للابتكار
وفي 29 يناير 2015، أطلق الشيخ حمدان مبادرة «شركاء دبي للابتكار»؛ الهادفة إلى التعاون مع عدد من الشركات العالمية الرائدة في مجال الابتكار لطرح وتطوير أفكار وحلول مبتكرة في دبي، وبما يتوافق مع رؤية صاحب الشيخ محمد بن راشد في جعل دبي المدينة الأكثر ابتكاراً في العالم. وفي 29 مايو 2014، أطلق الشيخ حمدان مبادرة لتدريب ذوي الاحتياجات الخاصة على أساسيات التصوير الفوتوغرافي، انسجاماً مع مبادرة «مجتمعي.. مكانٌ للجميع»، التي أطلقها عام 2013م بهدف تحويل دبي بالكامل إلى مدينة صديقة لذوي الاحتياجات الخاصة بحلول عام 2020.

### سيرة مصوّرة للحياة بدبي
في 5 يناير 2014 أطلق الشيخ حمدان مبادرة لكتابة سيرة مصوّرة للحياة في إمارة دبي عبر مختلف وسائل التواصل الاجتماعي ولمدة عام كامل، وبمشاركة جميع سكان وزوار الإمارة عبر تصوير الحياة الحقيقية فيها وأهم وأجمل اللحظات التي يعيشونها في الإمارة، ووضعها على الوسم #MyDubai لنشرها لبقية العالم ونقل سيرة حقيقية ومصورة لتجربة الحياة في الإمارة عبر كافة وسائل التواصل الاجتماعي والتي أصبحت منتشرة بشكل واسع النطاق، وتعد النافذة الأهم التي يتابع من خلالها العالم ما يحدث في دبي.

### بناة المدينة
أطلق الشيخ حمدان في 9 ديسمبر 2014 «سباق بناة المدينة». ويتبنى السباق طريقة عمل جديدة، توفر للجهات الحكومية البيئة المناسبة للتعاون على إيجاد حلول ومبادرات مبتكرة وجديدة للخدمات المشتركة بين أكثر من جهة حكومية، وكذلك صنع خدمات حكومية جديدة لجميع الشرائح. وفي جلسة رئيسية ضمن فعاليات القمة العالمية للحكومات في 11 فبراير 2019، وضع الشيخ حمدان 7 مبادئ رئيسية لمدن المستقبل، تشمل التحول الجذري في تصميم المدن، وطريقة التنقل، وطريقة العيش، وطريقة استغلال الموارد، ومفهوم تنافسية المدن، واقتصادات المدن، والحوكمة.

### مخصصات مالية جديدة
في 20 يناير 2020، اعتمد الشيخ حمدان منظومة المخصصات المالية لموظفي حكومة دبي. حيث أكد على تعزيز الاستقرار الأسري للمواطنين وجميع العاملين في حكومة دبي.

### دبي أذكى مدينة في العالم
افتتح الشيخ حمدان في شهر إبريل 2015 نظام «مكاني» للعنونة الجغرافية الذكية وذلك ترجمة لتوجيهات والده الشيخ محمد بن راشد آل مكتوم الرامية إلى تحويل دبي إلى أذكى مدينة في العالم، ويتيح النظام الجديد لمستخدميه من الوصول إلى الوجهات المختلفة في إمارة دبي بدقة متناهية تصل إلى متر مربع واحد فقط.

## حياته الخاصة

### نسبه
يعود الشيخ حمدان في نسبه إلى قبيلة البوفلاسة وهي أحد فروع قبيلة بني ياس العربية الشهيرة، اسمه هو حمدان بن محمد بن راشد بن سعيد بن مكتوم بن حشر بن مكتوم بن بطي بن سهيل آل مكتوم.

### أسرته
الشيخ حمدان بن محمد هو الابن الثاني من الذكور لوالده الشيخ محمد بن راشد من زوجته الشيخة هند بنت مكتوم بن جمعة آل مكتوم، أما إخوته الأشقاء الذكور فهم:
- راشد بن محمد آل مكتوم «12 نوفمبر 1981- 19 سبتمبر 2015»، شقيقه الأكبر، توفي في لندن عن عمر يناهز 33 عامًا.[17][18]
- مكتوم بن محمد آل مكتوم «24 نوفمبر 1983-»، نائب حاكم دبي، نائب رئيس مجلس الوزراء، وزير المالية.[19]
- أحمد بن محمد آل مكتوم «7 فبراير 1987-»، رئيس مجلس دبي للإعلام.[20]
- سعيد بن محمد آل مكتوم «20 مارس 1988-»

### عائلته

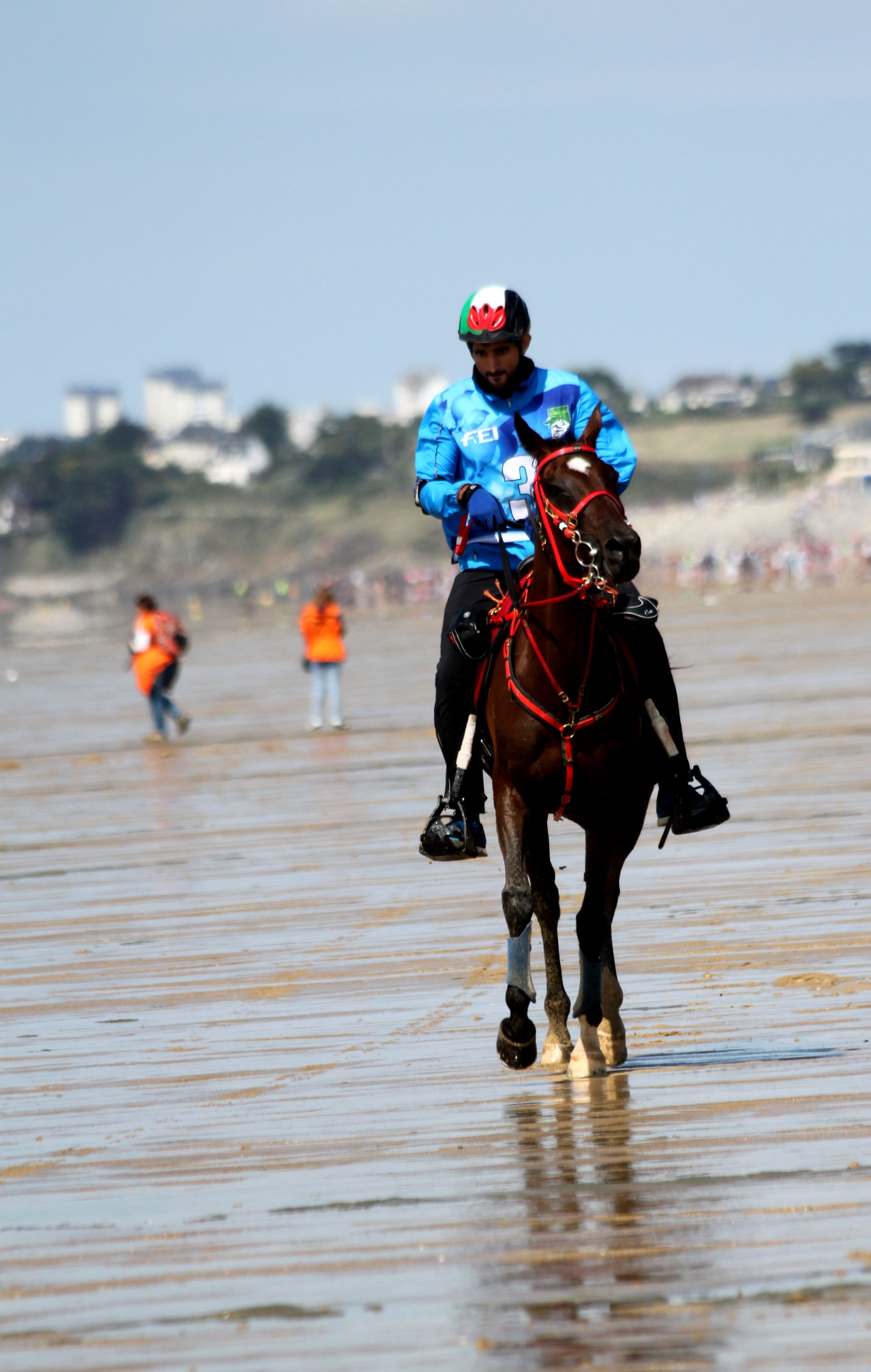
الشيخ حمدان خلال اختبار التحمل لدورة الألعاب العالمية للفروسية 2014 في نورماندي

في 15 مايو 2019 تزوج الشيخ حمدان من الشيخة «شيخة بنت سعيد بن ثاني آل مكتوم» وهو نفس اليوم الذي تزوج فيه شقيقاه الشيخ مكتوم والشيخ أحمد. وفي 6 يونيو 2019 أحتفل مع أخوته بحفل الزفاف الملكي الذي أقيم في مركز دبي التجاري العالمي. في 20 مايو 2021 أُعلن الشيخ حمدان على حسابه على مواقع التواصل الإجتماعي أنه رزق بطفلين توأمين أسماهما الشيخ «راشد» والشيخة «شيخة». وفي 25 فبراير 2023 رزق الشيخ حمدان بطفل ثالث أسماه "محمد".

### هوايته
يحظى الشيخ حمدان بعدد كبير من المتابعين على مواقع التواصل الاجتماعي، حيث وصل عدد متابعيه على «تويتر» إلى 3 ملايين و900 ألف شخص، فيما بلغ عدد متابعيه على «إنستجرام» 14.6 مليون شخص. وهو من أبرز النشطاء الذين يبثون الأخبار والطاقة الإيجابية على مواقع التواصل حيث ينشر صورًا تعرض هواياته والتي تشمل الحيوانات والشعر والرياضة والتصوير والمغامرات. كما يعتبر من بين أكثر القادة تأثيراً في المنطقة العربية؛ وتعد حساباته منبراً لمناقشة السياسات والمبادرات المتنوعة والخلاقة التي تضعها حكومة دبي، كما يقدم سواء على «تويتر» أو «إنستجرام»، لمحات فريدة عن عمليات التخطيط والتنفيذ للمبادرات المختلفة. الشيخ حمدان هو فارس مرخص له في الفروسية كما يحمل رخصة هبوط بالمظلات ورخصة غطس سكوبا.
فاز الشيخ حمدان بميدالية ذهبية في بطولة العالم للفروسية لعام 2014 التي أُقيمت في نورماندي في فرنسا، بالإضافة إلى ذهبية الفريق في عام 2012 وميدالية برونزية في عام 2010. كما قاد فريقًا من خمسة فرسان إماراتيين في بطولة سامورين التي أقيمت في 17 سبتمبر 2016. كما توج بطلا لكأس خادم الحرمين الشريفين للقدرة والتحمل بمشاركة نخبة من فرسان دول العالم.
يعرف بشعره النبطي، وقد أصدر عدة مجموعات شعرية منها ما تم تلحينه وغنائه. ويطلق عليه كشاعر لقب فزاع إذ تعني الكلمة الشخص الذي يهب ليفزع لنجدة ومساعدة كل من هم في محنة أو مأزق. عندما سُأل عن اختياره لهذا الاسم قال:
| حمدان بن محمد بن راشد آل مكتوم | لقد كانت الصدفة وحدها وراء اختياري لقب (فزاع). فقد شاءت الأقدار أن التقي ذات يوم بـ(شايب) في البر. وقد (غرز) موتره في الرمال، وكنت أنا واضعاً في سيارتي طير لي (خفاق) بمعنى كثير الخفق بجناحيه، أحاول تعويده التهدئة من خلال السير بين الطعوس والعراقيب، وعندما رأيت هذا الشايب، وقفت بدافع الواجب، وساعدته في إظهار سيارته من الرمال، وعندما ركبت سيارتي دون أن انتظر كلمة شكر، سمعت صوتاً قادماً وبقوة، موجهاً نحوي يقول (أنت فزاع) فأثر الموقف بي وبطريقة قول الشايب لكلمة (فــزاع) قتعلق الاسم بذهني وتعلقت به، وللعلم هذا (الشايب) إلى الآن لا يعرف من أنا وأنا لا أعرفه ولا اذكر سوى ملامحه فقط | حمدان بن محمد بن راشد آل مكتوم |

## جوائز
وسام إكسبو دبي، منحه إياه والده الشيخ محمد بن راشد في 24 فبراير 2023 تقديراً لإنجازاته وجهوده المتميزة لإنجاح إكسبو دبي 2020.

## القصائد المغناة
| القصيدة                | الفنان                          | ملاحظات |
| ---------------------- | ------------------------------- | ------- |
| مرت سنة                | محمد عبده - عبد المجيد عبد الله | [ 31 ]  |
| أفضل سر                | محمد عبده - عبد المجيد عبد الله |         |
| هذا صديقي              | محمد عبده                       | [ 32 ]  |
| مطر مطر                | ميحد حمد                        |         |
| جسر الصداقة            | ميحد حمد                        |         |
| بركان الغلا            | ميحد حمد                        |         |
| أنا أنا                | ميحد حمد                        |         |
| الصاحب المعنى          | ميحد حمد - أصالة                |         |
| ترنيمة                 | ميحد حمد - حسين الجسمي          |         |
| عزمت                   | ميحد حمد - راشد الماجد          |         |
| دكتورة الغرام          | راشد الماجد                     | [ 33 ]  |
| دراهم                  | راشد الماجد                     | [ 34 ]  |
| صوت المحب              | راشد الماجد                     |         |
| شاعر ارتجالي           | راشد الماجد                     |         |
| لا تغرك ضحكتي          | راشد الماجد                     |         |
| حلوه موت               | راشد الماجد                     |         |
| هلا باللي              | راشد الماجد                     |         |
| بعيد تاركني            | راشد الماجد                     |         |
| في خاطرك حاجة          | راشد الماجد                     |         |
| شفت دمعتي              | راشد الماجد                     |         |
| توبة                   | راشد الماجد                     |         |
| هذي طبوعي              | راشد الماجد                     |         |
| شياطينك                | راشد الماجد                     |         |
| السالفة                | راشد الماجد                     |         |
| الشهرة تغير العالم     | راشد الماجد                     |         |
| غياب                   | راشد الماجد                     |         |
| حجم الزعل              | راشد الماجد                     |         |
| تهاني العيد            | راشد الماجد                     |         |
| استجواب                | راشد الماجد                     |         |
| برج عاجي               | راشد الماجد                     |         |
| على الخطا              | راشد الماجد                     |         |
| تبسم يا قمر            | عبد المجيد عبد الله             |         |
| أزعل عليك              | عبد المجيد عبد الله             |         |
| الله يجازيك            | عبد المجيد عبد الله             |         |
| الإسم                  | عبد المجيد عبد الله             |         |
| ترحيبة غيم             | عيضة المنهالي                   |         |
| يا ابن آدم             | خالد عبد الرحمن                 |         |
| لا تعاتبني (أفا والله) | عباس إبراهيم                    |         |
| أهل العشق              | كاظم الساهر - بلقيس             | [ 35 ]  |
| الشوق                  | نبيل شعيل                       |         |
| ليتك معي               | أريام                           |         |

## النشاطات
اشتهر بمشاركته الفعّآلة في المناسبات الوطنية والاجتماعية وحرصه على المحافظة على التراث الإماراتي وكان أهمها تأسيسه ورعايته للأحداث التالية:
- بطولات “فزاع” لليولة.
- بطولات الصيد بالصقور.
- بطولات الرماية.
- بطولات الصيد بالكلاب.
- مسابقات الغوص.
- مهرجان مرموم الرمضاني للهجن في عام 2008.
- دعمه المادي والمعنوي لبرنامج رامز واكل الجو (برنامج) الذي صور في دبي تحت رعايته.

## روابط خارجية
- موقعه الشخصي
- موقعه الرسمي
- جائزة حمدان بن محمد آل مكتوم الدولية للتصوير الضوئي
- جامعة حمدان بن محمد الذكية
- الصفحة الرسمية في تويتر
- الحساب الرسمي في الانستقرام